# Botaurus poiciloptilus
Botaurus poiciloptilus е вид птица от семейство Чаплови (Ardeidae). Видът е застрашен от изчезване.

## Разпространение
Видът е разпространен в Австралия и Нова Зеландия.